# Сары-Булак (Сары-Булакский айылный аймак)
Сары-Булак (кирг. Сары-Булак) — село в Кара-Кульджинском районе Ошской области Кыргызстана. Административный центр Сары-Булакского айылного аймака.

## География
Село расположено в северной части области, на правом берегу реки Кызыл-Суу (левый приток реки Тар), на расстоянии приблизительно 13 километров (по прямой) к югу от села Кара-Кульджа, административного центра района.

## Население
Согласно оценочным данным Национального статистического комитета Кыргызской Республики, численность населения села на начало 2023 года составляла 639 человек.
| год     | 2009 | 2014 | 2015 | 2020 | 2021 | 2023 |
| ------- | ---- | ---- | ---- | ---- | ---- | ---- |
| человек | 791  | 771  | 783  | 736  | 739  | 639  |